# Przeskoczenie rekina
Przeskoczenie rekina (ang. jumping the shark) – amerykańskie określenie opisujące zwrot akcji, po którym fabuła w danej produkcji telewizyjnej zaczyna biec w coraz bardziej absurdalnym kierunku, czyli moment, w którym kończy się oryginalność, a zaczyna się sztuczne przedłużanie życia tej produkcji.
Nazwa pochodzi od sceny z serialu Happy Days, wyemitowanej w 1977 roku, w której jeden z bohaterów przeskakuje na nartach wodnych uwięzionego rekina. Nazwę spopularyzował w 1985 roku Johnatan M. Hein, a w 1997 roku założył witrynę internetową poświęconą serialom.